# Bosa
Bosa település Olaszországban, Szardínia régióban, Oristano megyében. Lakosainak száma 7487 fő (2023. január 1.). Bosa Modolo, Padria, Pozzomaggiore, Suni, Villanova Monteleone, Magomadas és Montresta községekkel határos.

## Népesség
A település népességének változása:
| Lakosok száma | 7926 | 7927 | 7487 |
|               | 2017 | 2018 | 2023 |

## Látnivalók
- Serravalle vára